# Jorhat

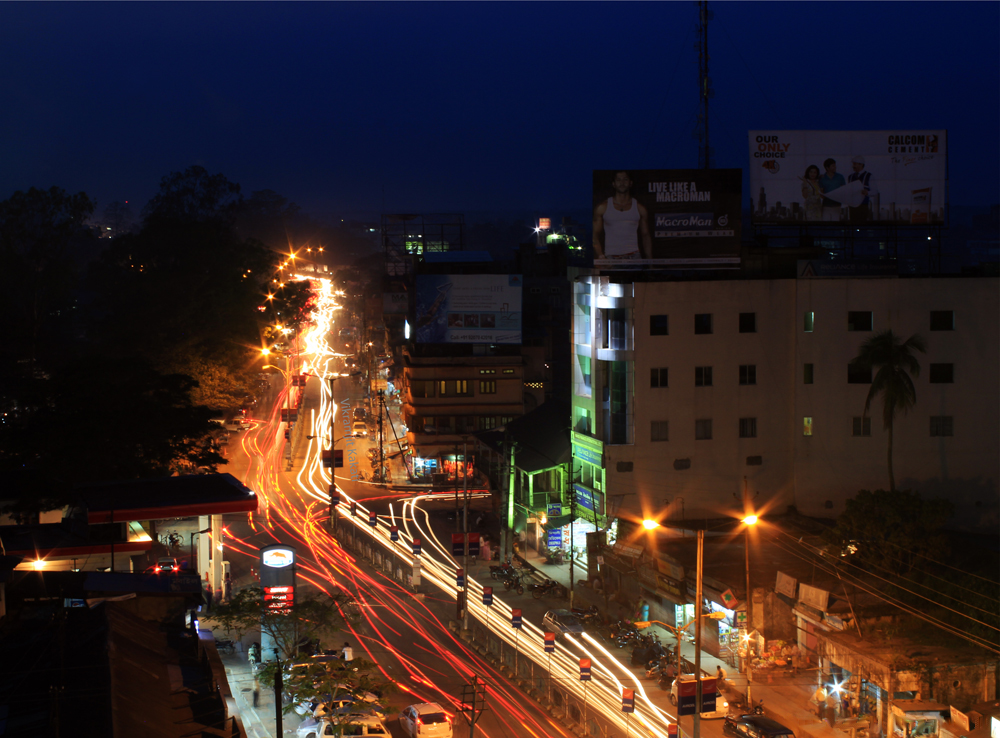
Jorhat (2011)

Jorhat ist eine Stadt im indischen Bundesstaat Assam.
Die Stadt ist der Hauptort des Distrikt Jorhat. Jorhat hat den Status eines Municipal Board. Die Stadt ist in 31 Wards gegliedert.

## Demografie
Die Einwohnerzahl der Agglomeration von Jorhat liegt laut der Volkszählung von 2011 bei 153.889. Jorhat hat ein Geschlechterverhältnis von 934 Frauen pro 1000 Männer und damit einen für Indien üblichen Männerüberschuss. Die Alphabetisierungsrate lag bei 90,0 % im Jahr 2011. 9,7 % der Bevölkerung sind Kinder unter 6 Jahren.

## Infrastruktur
Von dem kleinen Flughafen Jorhat aus starten täglich Flüge nach Kolkata. Die Stadt hat einen Bahnhof der Teil der Northeast Frontier Railway zone der Indian Railways ist.

## Persönlichkeiten
- Amlan Borgohain (* 1998), Sprinter